# Bain de sable (laboratoire)

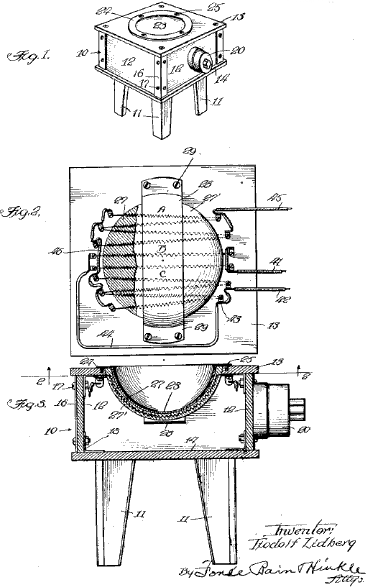
Bain de sable.

Un bain de sable est un équipement commun de laboratoire fabriqué à partir d'un récipient rempli de sable chauffé. Il est utilisé pour fournir un chauffage uniforme pour un autre conteneur tel qu'un réacteur (dans lequel se déroule une réaction chimique) ou un erlenmeyer. Le bain de sable permet d'atteindre 400 °C.

## Description
Un bain de sable est le plus utilisé en conjonction avec une plaque chauffante ou une ceinture chauffante. Un récipient rempli de sable est placé ou scellé sur la plaque ou entouré par la ceinture. Un réacteur (par exemple) est posé sur un trou creusé dans le bain puis est partiellement recouvert de sable. Ce dernier conduit ensuite la chaleur de la plaque ou de la ceinture à tous les côtés du réacteur.

## Propriétés
Un bain de sable permet de chauffer un réacteur avec une agitation minimale, par opposition au chauffage du fond du réacteur par une flamme durant lequel il faut attendre la convection pour chauffer le reste. Ceci réduit à la fois la durée de la réaction et la possibilité de réactions secondaires pouvant survenir à des températures plus élevées.
Son inconvénient est sa lenteur d'utilisation car il est lent à chauffer.

## Histoire
Le bain de sable est l'un des plus anciens équipements de laboratoire connus, utilisés par les alchimistes. En alchimie arabe, un bain de sable était connu sous le nom de « qadr ». En alchimie latine, un bain de sable s'appelait balneum siccum, balneum cineritium ou balneum arenosum.

## Alternatives au laboratoire
Des variantes du bain de sable sont par exemple le bain-marie (dans lequel le sable est remplacé par de l'eau) et le bain d'huile.